# Бланш Декарт
Бланш Декарт — коллективный псевдоним, использовавшийся английскими математиками Роулэндом Бруксом, Артуром Стоуном, Седриком Смитом и Уильямом Татом.
Участники группы впервые приступили к совместной работе в 1935 году, когда, будучи студентами бакалавриата в Тринити-колледже, вступили в Математическое общество Тринити. Псевдоним возник как комбинация начальных букв имён участников (Bill, Leonard, Arthur и Cedric), а затем BLAC было расширено до BLAnChe. Фамилию «Декарт» выбрали как обыгрывание фразы carte blanche («карт-бланш», полная свобода действий).
Под коллективным псевдонимом опубликовано более 30 работ, среди них — содержащие крупные научные результаты, а также эксцентричные стихи и математические шутки. Среди решённых в этих работах проблем — доказательство нескольких теорем в теории замощений, решение задачи квадрирования квадрата. Также в работах построено «разбиение Бланш» — разбиение квадрата на прямоугольники одной площади, но с различными размерами, и использовано для теории электрических сетей). Ряд результатов учёные публиковали и под собственными именами. Ключевым участником группы считается Татт, при этом он долгие годы хранил молчание годами, отказываясь признавать даже в частных беседах, что Бланш является выдумкой.
Среди наиболее значимых работ, опубликованных Бланш Декарт, статьи по раскраске графов, в частности, Татт использовал этот псевдоним для публикации четвёртого известного снарка, получившего наименование снарк Декарта. Самая известное шуточное произведение — поэма «Гимн Гименею» («Hymne to Hymen»), подписанная как дар Эктору Петару (другому вымышленному математическому персонажу) в день его свадьбы с Бетти Бурбаки (дочерью вымышленного математика Никола Бурбаки).